# Тарон Еџертон
Тарон Еџертон (енгл. Taron Egerton; Беркенхед, 10. новембар 1989) велшки је глумац. Добитник је награде Златни глобус, а номинован је и за награду Греми и две награде БАФТА.
Рођен у Беркенхеду, Еџертон је почео да глуми са 15 година и дипломирао је на Краљевској академији драмских уметности 2012. године. Добио је признање за главну улогу шпијунског регрута Гарија „Егсија” Ансвина у акционо-хумористичком филму : Тајна служба, (2014) и његовом наставку, : Златни круг. Такође је глумио у неколико биографских филмова, глумећи војног официра Едварда Бритна у драми Тестамент младости (2014), насловног ски-скакача у спортском филму Еди звани Орао (2016) и певача Елтона Џона у мјузиклу Rocketman (2019), за који је освојио Златни глобус за најбољег главног глумца у играном филму (мјузикл или комедија).

## Детињство, младост и образовање
Еџертон је рођен 10. новембра 1989. у Беркенхеду. Његова мајка је радила у социјалној служби, док је његов отац држао преноћиште у близини Ливерпула, обоје рођени у Ливерпулу. Иако је рођен у Енглеској, Еџертон себе сматра „скроз наскроз” Велшанином и течно говори и велшки и енглески. Његово име на велшком значи „гром”. Има две млађе полусестре.
Еџертонови родитељи су се развели када је он имао две године, а он се потом преселио са својом мајком на велшко острво Англси, где је ишао у основну школу. Породица се потом преселила у Абериствит када је он имао 12 година. Глумом је почео да се бави са 15 година. Похађао је Краљевску академију драмских уметности, на којој је дипломирао 2012. године.

## Каријера

### 2012—2018: Први радови и филмови
Еџертон је наступио у позоришној продукцији драме Последњи од Хаусманових у Народном позоришту у Лондону 2012. године. Након наступа у криминалистичкој драмској серији Луис, добио је главну улогу у акционој комедији Метјуа Вона, : Тајна служба, филмској адаптацији стрипа Тајна служба Марка Милара и Дејва Гибонса из 2013. године. Глумио је официра британске војске Едварда Бритна у биографско-драмском филму Тестамент младости из 2014. године, добивши номинацију за најбољег британског новајлију на Филмском фестивалу у Лондону. : Тајна служба објављен је 2015. године, добивши увелико позитивне критике критичара, који су га описали „забавним, елегантним и субверзивим”, као и зараду од преко 400 милиона долара. Пишући за TheWrap, Џејмс Рочи је сматрао Еџертона „природно харизматичним присуством са памети иза осмеха” као Гарија „Егсија” Анвин, регрута шпијунске организације. Еџертон се прославио том улогом. Egerton rose to fame with the role.
На 69. додели награда БАФТА 2016. године, Еџертон је био номинован за награду БАФТА за будућу звезду. Исте године играо је ски-скакача Едија Едвардса у истоименом спортско-биографском филму и позајмио је глас Џонију, страственом горилу, у анимираном филмском мјузиклу, Певајмо. Еџертон је поновио улогу Егсија у филму : Златни круг, наставку филма Kingsman: Тајна служба, објављеном следеће године. Филм је наишао је на помешане критике. Године 2018. играо је насловног лика у акционо-авантуристичком филму Робин Худ: Почетак и глумио у криминалистичкој драми, Клуб дечака милијардера. Критичари су критиковали оба филма. Еџертон је касније прецизирао да Робин Худ није филм за који се пријавио да ствара и да је „изгубио своју визију”.

### 2019—данас:и похвале
Еџертон је глумио певача Елтона Џона у биографском музичком филму, Rocketman. Научио је да свира клавир за ту улогу и певао уживо у сваком кадру током снимања. Филм је објављен у мају 2019. године, добивши позитивне критике, а његова глума Џона је добила похвале. Ен Хорнадеј из The Washington Post-а сматра да Еџертон „испољава стабилну, посебно харизматичну снагу” у улози, док је Ричард Лосон из Vanity Fair-а описао његову глуму „нијансираном и емоционално интелигентаном, док је још увек опуштен, ношен полетом и агилношћу”. Еџертон је освојио награду Златни глобус за најбољег глумца (мјузикл или комедија) за своју изведбу. Такође је добио номинацију на наградама БАФТА за најбољег глумца у главној улози и номинацију на наградама Греми за најбољу компилацију музике за визуелне медије за свој рад на саундтреку филма. Исте године, Еџертон је био наратор звучне верзије Џонове аутобиографије, Ја, и њих двојица су заједно наступали на сцени више пута.
Такође 2019. године, Еџертон је позајмио глас Муминтролу у анимираној серији Муминвали и Ријану у фантастичној серији Мрачни кристал: Доба отпора. Глумац је поновио улогу Џонија у филму Певајмо 2, наставку филма Певајмо. Играће предузетника Хенка Роџерса у биографском филму Тетрис и америчког дилера дроге Џејмса „Џимија” Кина у ограниченој серији Заједно са ђаволом, адаптацији истоименог Киновог романа. Еџертон би требало да глуми у вест ендовој продукцији драме Курац Мајка Бартлета и филмској адаптацији романа Звезде у подне Дениса Џонсона, као и да понови улогу Егсија у трећем филму Kingsman.

## Јавни имиџ и приватни живот
Еџертон је проглашен за једног од 50 најбоље обучених Британаца часописа British GQ-а 2015. и 2016. године.
Еџертон живи у западном Лондону. За себе каже да потиче из радничке класе. Пошто је изгубио бабу због болести моторних неурона, амбасадор је Удружења за болести моторних неурона.

## Филмографија

### Филм
| Година | Српски назив            | Изворни назив | Улога                        | Напомене       | Реф.   |
| ------ | ----------------------- | ------------- | ---------------------------- | -------------- | ------ |
| 2014.  | Тестамент младости      |               | Едвард Бритн                 |                | [ 10 ] |
| 2015.  | Kingsman: Тајна служба  |               | Гари „Егси” Анвин            |                | [ 4 ]  |
| 2015.  | Легенда                 |               | Едвард „Побеснели Теди” Смит |                | [ 3 ]  |
| 2016.  | Едвард звани Орао       |               | Еди „Орао” Едвардс           |                | [ 4 ]  |
| 2016.  | Певајмо                 |               | Џони (глас)                  |                | [ 16 ] |
| 2017.  | : Златни круг           |               | Гари „Егси” Анвин            |                | [ 17 ] |
| 2018.  | Клуб дечака милијардера |               | Дин Карни                    |                | [ 20 ] |
| 2018.  | Робин Худ: Почетак      |               | Робин Худ                    |                | [ 21 ] |
| 2019.  |                         |               | Елтон Џон                    |                | [ 28 ] |
| 2021.  | Певајмо 2               |               | Џони (глас)                  |                | [ 34 ] |
| Н/Д    | Тетрис                  |               | Хенк Роџерс                  | постпродукција | [ 35 ] |

### Телевизија
| Година     | Српски назив                | Изворни назив | Улога               | Напомене    | Реф.   |
| ---------- | --------------------------- | ------------- | ------------------- | ----------- | ------ |
| 2013.      | Луис                        |               | Лијам Џеј           | 2. епизоде  | [ 9 ]  |
| 2014.      |                             |               | Денис „Асбо” Северс |             | [ 11 ] |
| 2018.      |                             |               | Ел-Ахрајра (глас)   | мини-серија | [ 43 ] |
| 2019—2020. | Муминвали                   |               | Муминтрол (глас)    |             | [ 32 ] |
| 2019.      | Мрачни кристал: Доба отпора |               | Рајан (глас)        |             | [ 33 ] |
| Н/Д        | Заједно са ђаволом          |               | Џејмс „Џими” Кин    |             | [ 36 ] |

### Позориште
| Година | Српски назив            | Изворни назив | Улога | Напомене                 | Реф.   |
| ------ | ----------------------- | ------------- | ----- | ------------------------ | ------ |
| 2012.  | Последњи од Хаусманових |               | Дени  | Краљевски народни театар | [ 8 ]  |
| 2013.  |                         |               | Томи  | Краљевски судски театар  | [ 44 ] |
| 2022.  | Курац                   |               | M     | Амбасадорски театар      | [ 38 ] |

### Музички спотови
| Година | Песма | Извођач                  | Реф.   |
| ------ | ----- | ------------------------ | ------ |
| 2015.  | „”    |                          | [ 45 ] |
| 2019.  | „”    | Елтон Џон, Тарон Еџертон | [ 46 ] |

### Остало
| Година | Српски назив | Изворни назив | Улога          | Напомене      | Реф.   |
| ------ | ------------ | ------------- | -------------- | ------------- | ------ |
| 2019.  | Ја           |               | наратор        | звучна књига  | [ 30 ] |
| 2020.  | Сендмен      |               | Џон Константин | звучна серија | [ 47 ] |

## Признања
Еџертон је освојио награду Златни глобус за улогу у филму Rocketman. Такође је добио номинацију за награду Греми за свој рад на саундтреку. Номинован је од стране БАФТА-е за награду за будућу звезду и награду БАФТА за најбољег глумца у главној улози.

## Спољшње везе
- Тарон Еџертон на веб-сајту  (језик: енглески)
- Тарон Еџертон на веб-сајту Rotten Tomatoes (језик: енглески)